# Муаен
Муаен (від фр. moyenne, «середній») — невеликий острів в Індійському океані, відноситься до Сейшельських островів. Є частиною Національного морського парку Сент-Анн.

## Географія
Острів Муаен розташований за 4,5 км на північ від острова Мае. Адміністративно відноситься до округу Мон-Флері. Острів відноситься до так званих Внутрішніх Сейшельських островів і є гранітним. Довжина острова становить 480 м, ширина — 300 м.

## Історія
З 1915 року до 1970-х років острів був покинутий та майже повністю позбавлений деревної рослинності. У 1962 році його за £8,000 придбав англійський бізнесмен Брендон Грімшоу. До своєї смерті у липні 2012 року він був єдиним мешканцем острова.
Брендон Грімшоу разом із місцевим помічником Рене Антуаном Лафортуном приклав величезних зусиль, щоб зробити острів придатним до проживання. В першу чергу, острів було оголошено природним заповідником і з туристів, які відвідували Муаен, стягувалася плата у розмірі 12 євро (у вартість відвідування входила екскурсія по острову, відпочинок на пляжі та обід у ресторані «Веселий Роджер»). Грімшоу з партнером висадили 16 тис. дерев, проклали 4,8 км стежок, завезли та виростили гігантських черепах, популяція яких зараз становить 109 особин. На острові, окрім ресторану, є невеликий музей, каплиця, де на дошці вибиті імена усіх власників острову з 1850 року, та невеликий цвинтар на 3 могили, де похований батько Грімшоу та двоє невідомих піратів, за твердженням Грімшоу.
Брендон Грімшоу помер у липні 2012 року. Його прийомний син Рене Антуан Лафортун помер від раку у 2007 році.
У 2008 році острову офіційно було надано статус заповідника. Станом на листопад 2012 року острів є частиною Національного парку. Його вартість становить близько 34 млн євро.

## Цікаві факти
Ходили чутки про закопані на острові скарби вартістю £30 млн. Брендон Грімшоу протягом свого проживання на острові марно шукав їх.

## Галерея

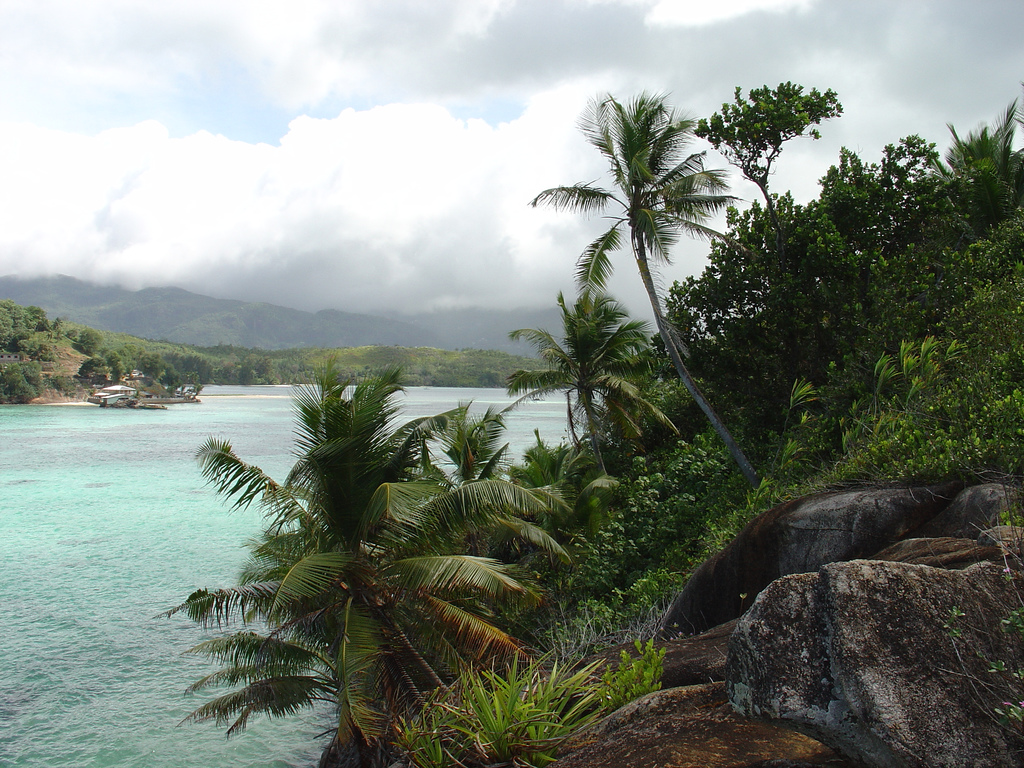
Рослинність острова Муаен
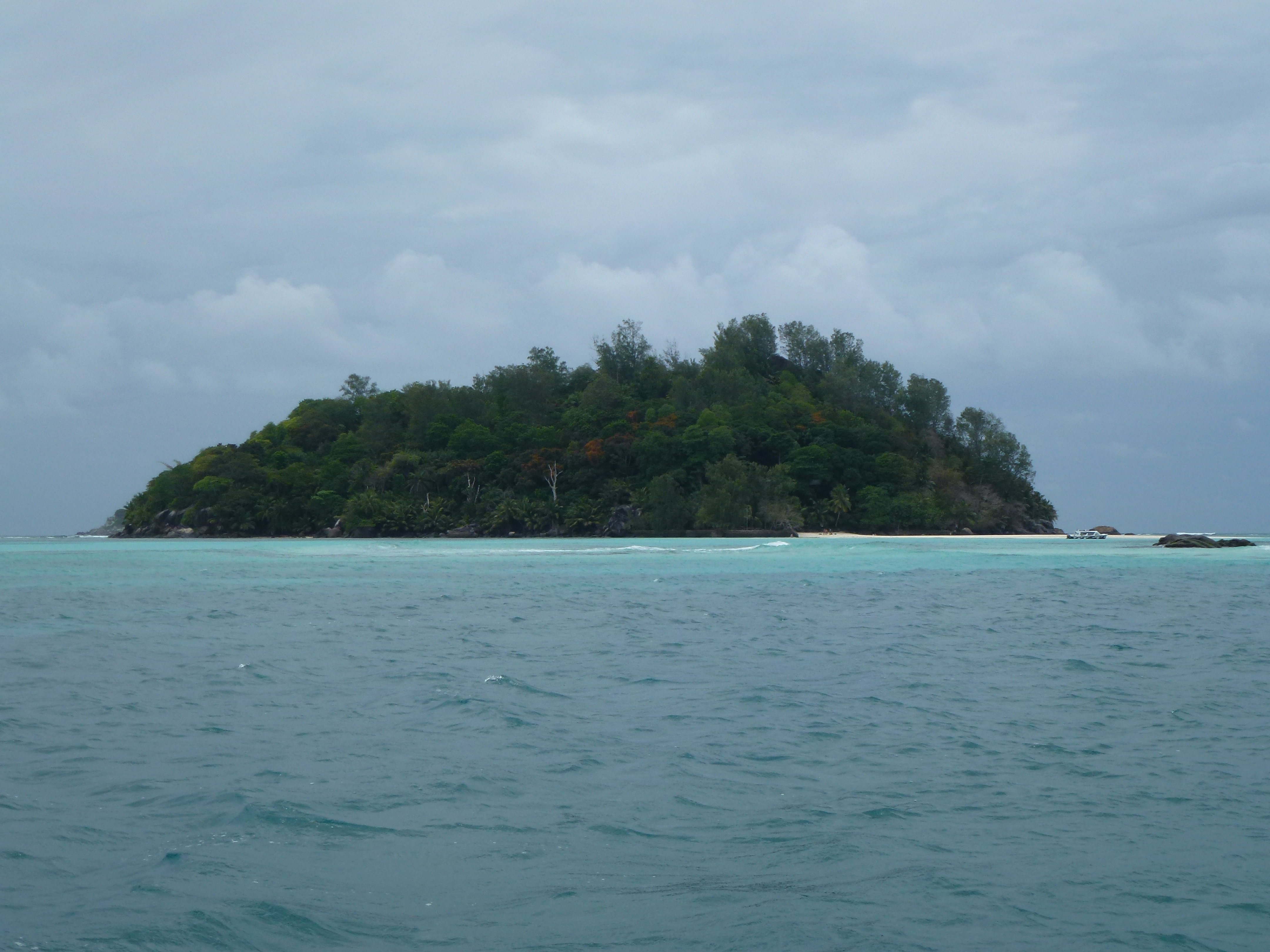
Острів Муаен